# 藤野パーキングエリア

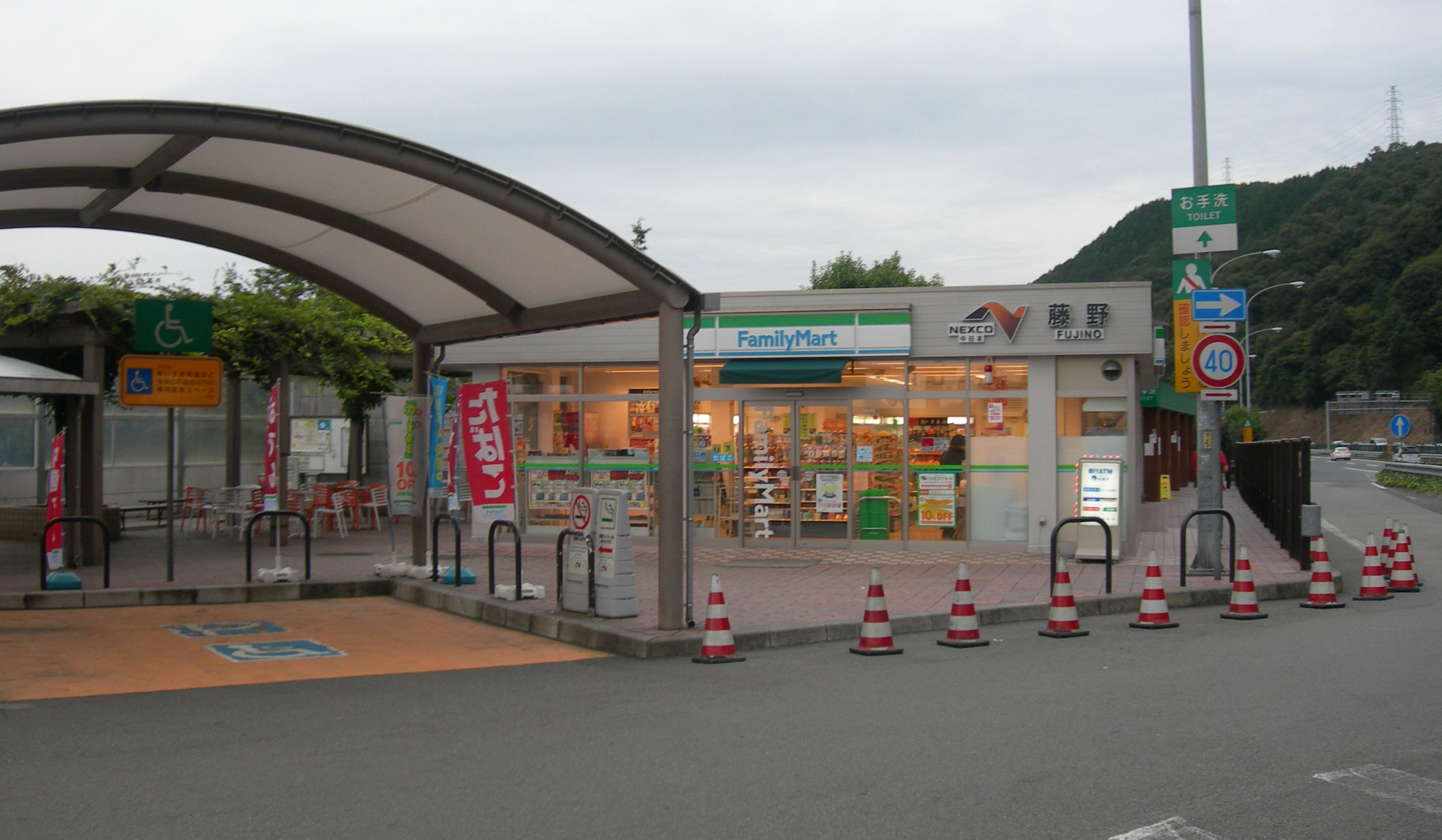
下り線

藤野パーキングエリア（ふじのパーキングエリア）は、神奈川県相模原市緑区の中央自動車道上にあるパーキングエリアである。

## 道路
- E20 中央自動車道

## 施設

### 上り線（東京方面）
- 駐車場
  - 小型 32台
  - 身障者用 小型 1台
- トイレ
  - 男性 大2(和式1器・洋式1器)・小6器
  - 女性 10器(和式3器・洋式7器)
  - 身障者用 1器
- フードコート[1]
  - ハンバーガー「モスバーガー」（7:00 - 23:00）
- おみやげ[1]
  - ショッピングコーナー（7:00 - 23:00）
- ぷらっとパーク（7:00 - 23:00・駐車場 小型 3台（上下線合計））[2]
- ハイウェイ情報ターミナル[2]
- 自動販売機[2]

### 下り線（名古屋・長野・河口湖方面）
- 駐車場
  - 大型 7台
  - 小型 19台
  - 身障者用 小型 1台
- トイレ
  - 男性 大2(和式1器・洋式1器)・小10器
  - 女性 12器(和式3器・洋式9器)
  - 身障者用 1器
- コンビニエンスストア[3]
  - ファミリーマート（24時間）
- ATM（24時間・イーネット：横浜銀行管理）[4]
- ぷらっとパーク（7:00 - 23:00・駐車場 小型 3台（上下線合計））[4]
- ハイウェイ情報ターミナル[4]

## 隣
E20 中央自動車道
(8) 相模湖IC - 藤野PA - (9) 上野原IC